# Culiseta
Culiseta är ett släkte av tvåvingar som beskrevs av Ephraim Porter Felt 1904. Culiseta ingår i familjen stickmyggor.
I Sverige har åtta arter påträffats:
Culiseta annulata (Schrank 1776), större vårmygga
Culiseta alaskaensis (Ludlow 1906), fåbandad vårmygga
Culiseta bergrothi (Edwards 1921), fläckvårmygga
Culiseta glaphyroptera (Schiner 1864) lyrtecknad vårmygga
Culiseta subochrea (Edwards 1921), gulbandad husmygga
Culiseta fumipennis (Stephens 1825), pilspetsmygga
Culiseta morsitans (Theobald 1901), skogsfågelmygga
Culiseta ochroptera (Peus 1935), dubbelbandad fågelmygga

## Dottertaxa tillCuliseta, i alfabetisk ordning[1][2]
- Culiseta alaskaensis
- Culiseta amurensis
- Culiseta annulata
- Culiseta antipodea
- Culiseta arenivaga
- Culiseta atlantica
- Culiseta atra
- Culiseta atritarsalis
- Culiseta bergrothi
- Culiseta drummondi
- Culiseta fraseri
- Culiseta frenchii
- Culiseta fumipennis
- Culiseta glaphyroptera
- Culiseta hilli
- Culiseta impatiens
- Culiseta incidens
- Culiseta inconspicua
- Culiseta indica
- Culiseta inornata
- Culiseta litorea
- Culiseta littleri
- Culiseta longiareolata
- Culiseta marchettei
- Culiseta megaloba
- Culiseta melanura
- Culiseta minnesotae
- Culiseta morsitans
- Culiseta nipponica
- Culiseta niveitaeniata
- Culiseta novaezealandiae
- Culiseta ochroptera
- Culiseta otwayensis
- Culiseta particeps
- Culiseta silvestris
- Culiseta subochrea
- Culiseta sylvanensis
- Culiseta tonnoiri
- Culiseta weindorferi
- Culiseta victoriensis

## Bildgalleri

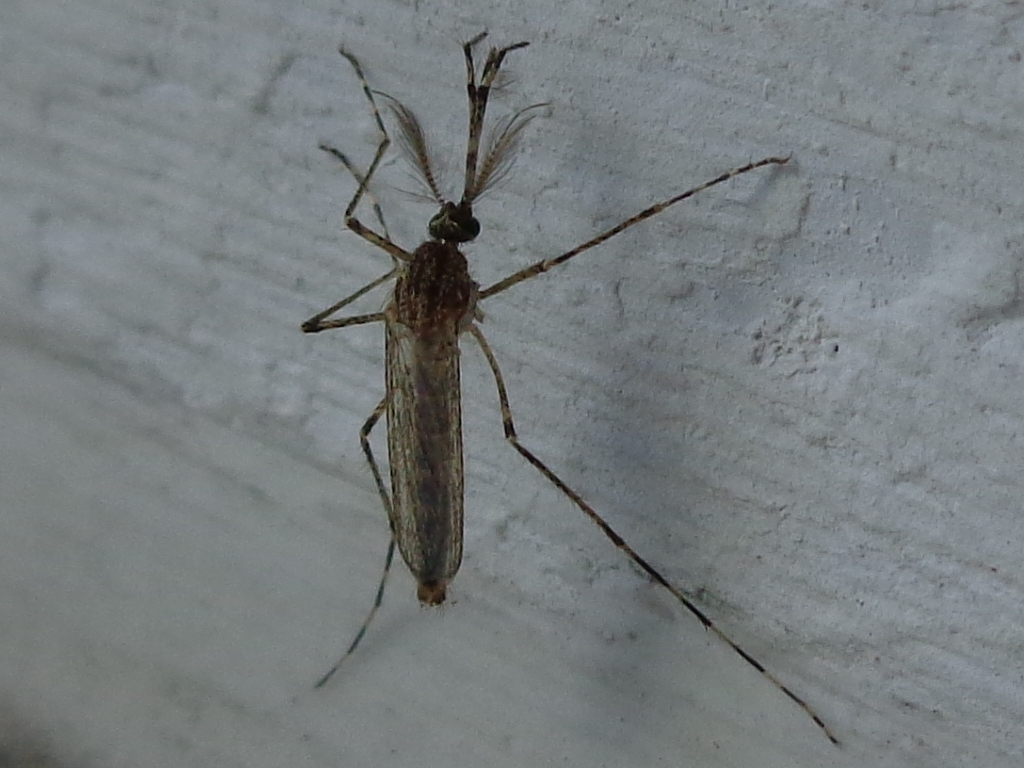

En hane av större vårmygga Culiseta annulata